# 280B busz (Budapest)
A budapesti 280B jelzésű autóbusz Szigetszentmiklós, Szabadság utca és Lakihegy, Cseresznyés utca között közlekedik. A vonalat a MÁV Személyszállítási Zrt. üzemelteti.

## Története
A járat 2019. július 1-jén indult el a megszűnő 677-es busz helyett.

## Útvonala
| Auchan Sziget áruház → Leshegy Ipari Park → Szigetszentmiklós → Leshegy Ipari Park → Auchan Sziget áruház → Lakihegy, Cseresznyés utca | Auchan Sziget áruház → Leshegy Ipari Park → Szigetszentmiklós → Leshegy Ipari Park → Auchan Sziget áruház → Lakihegy, Cseresznyés utca |
| --- | --- |
| Auchan Sziget áruház vá. – Áruházi bekötőút – II. Rákóczi Ferenc út – Szigetszentmiklós, új átkötő út – Leshegy út – 5102. sz. út – Petőfi Sándor utca – Szigetszentmiklós, Szabadság utca vá. – Petőfi Sándor utca – Széchenyi utca – Ősz utca – Dobó István utca – Tököli út – Szebeni utca, forduló – Tököli út – Bajcsy-Zsilinszky út – Gyári út – Szilágyi Lajos utca – Árpád utca – Kossuth Lajos utca – Rákóczi utca – Dunaharaszti utca – Béke utca – Teleki utca – Dunaharaszti utca – Dr. Lengyel Lajos utca – Árpád utca – Szigetszentmiklós, városháza vá. – Petőfi Sándor utca – Bercsényi utca – Csepeli út – Leshegy út – új átkötő út – II. Rákóczi Ferenc út – Áruházi bekötőút – Auchan Sziget áruház vá. – Áruházi bekötőút – II. Rákóczi Ferenc út – Lakihegy, Cseresznyés utca vá. | |

## Megállóhelyei
Az átszállási kapcsolatok között az azonos útvonalon, de ellenkező irányban közlekedő 279-es és 279B nincs feltüntetve.
| 0  | ∫  | ∫  | Auchan Sziget áruház végállomás                               | 38, 38A, 138, 238 690                                         |
| 2  | ∫  | ∫  | Hárosi Csárda                                                 | 38, 38A, 138, 238, 278 690                                    |
| 6  | ∫  | ∫  | Leshegy utca                                                  | 278 691                                                       |
| 7  | ∫  | ∫  | Leshegy Ipari Park                                            | 278 673, 691                                                  |
| 11 | ∫  | ∫  | Massányi úti lakópark                                         | 38, 238, 278                                                  |
| 14 | 0  | 0  | Szigetszentmiklós, Szabadság utca vonalközi induló végállomás | 38, 238, 278 689, 691                                         |
| 15 | 1  | 1  | Ady Endre utca                                                | 38, 238                                                       |
| 17 | 3  | 3  | Ősz utca                                                      | 38, 238                                                       |
| 18 | 4  | 4  | Nap utca (óvoda)                                              | 38, 238                                                       |
| 19 | 5  | 5  | Miklós tér                                                    | 38, 238                                                       |
| 22 | 8  | 8  | Szebeni utca                                                  | 38, 238 682, 683                                              |
| 24 | 10 | 10 | Tamási Áron utca                                              | 38, 238                                                       |
| 25 | 11 | 11 | Akácfa körút                                                  | 38, 238                                                       |
| 27 | 13 | 13 | Jókai utca                                                    | 38, 238 682, 683, 684                                         |
| 29 | 15 | 15 | Váci Mihály utca (József Attila-telep H)                      | 38, 238 682, 683, 684                                         |
| 30 | 16 | 16 | József Attila utca                                            | 38, 238 672, 673, 674, 675, 676, 689, 691                     |
| 31 | 17 | 17 | Kisfaludy utca                                                | 238 673, 674                                                  |
| 32 | 18 | 18 | Szigetszentmiklós H                                           | 238 673, 674, 678                                             |
| 33 | 19 | 19 | Szigetszentmiklós, városháza                                  | 38, 238 672, 673, 674, 675, 676, 678, 682, 683, 684, 689, 691 |
| 34 | 20 | 20 | Rákóczi utca                                                  |                                                               |
| 35 | 21 | 21 | Föveny utca                                                   | 678                                                           |
| 37 | 23 | 23 | Béke utca                                                     |                                                               |
| 38 | 24 | 24 | Teleki utca                                                   |                                                               |
| 39 | 25 | 25 | Sport utca                                                    |                                                               |
| 41 | 27 | 27 | Dunaharaszti utca                                             |                                                               |
| 42 | 28 | 28 | Sport Vendéglő                                                |                                                               |
| 44 | 30 | 30 | Szigetszentmiklós, városháza vonalközi érkező végállomás      | 38, 238 672, 673, 674, 675, 676, 678, 682, 683, 684, 689, 691 |
| 46 | 32 | ∫  | Wesselényi utca                                               | 673, 674                                                      |
| 48 | 34 | ∫  | Temető utca                                                   | 673, 674                                                      |
| 50 | 36 | ∫  | Bánki Donát utca                                              | 673, 674                                                      |
| 52 | 38 | ∫  | Bányató út                                                    | 673, 674                                                      |
| 54 | 40 | ∫  | Leshegy Ipari Park                                            | 278 673, 691                                                  |
| 56 | 42 | ∫  | Leshegy utca                                                  | 278 691                                                       |
| 59 | 45 | ∫  | Auchan Sziget áruház vonalközi érkező végállomás              | 38, 38A, 138, 238 690                                         |
| ∫  | 46 | ∫  | Áruházi bekötőút                                              | 38, 38A, 138, 238 688, 690, 691                               |
| ∫  | 47 | ∫  | Háros                                                         | 38, 38A, 138, 238                                             |
| ∫  | 49 | ∫  | Gát utca                                                      | 38, 38A, 238 689, 690                                         |
| ∫  | 50 | ∫  | Lacházi fogadó                                                | 38, 38A, 238 690                                              |
| ∫  | 51 | ∫  | Lakihegy, Cseresznyés utca érkező végállomás                  | 38, 38A, 238 689, 690                                         |